# Leucanopsis loisana
Leucanopsis loisana là một loài bướm đêm thuộc phân họ Arctiinae, họ Erebidae.